# David Douglas Duncan
David Douglas Duncan (Kansas City, Missouri, 23 de enero de 1916-Grasse, Francia, 7 de junio de 2018) fue un fotoperiodista estadounidense, ganador del Premio Medalla de Oro Robert Capa en 1967, conocido por sus dramáticas fotografías de combate.

## Infancia y educación
Duncan nació en Kansas City, Misuri, donde en su infancia comenzó el interés por el aire libre, lo que en su juventud influyó en que obtuviera el rango de Eagle Scout (Águila Scout) en los Boy Scouts.[cita requerida] Una presentación de diapositivas del médico y experto en caza mayor Richard Lightburn Sutton, en la escuela primaria de Duncan en Kansas City, le inspiró un prematuro interés en la fotografía y los viajes por el mundo.[cita requerida] Duncan asistió brevemente a la Universidad de Arizona, donde estudió arqueología. Mientras estaba en Tucson, involuntariamente fotografió a John Dillinger mientras intentaba entrar en un hotel. Duncan finalmente continuó su educación en la Universidad de Miami, donde se graduó en 1938, habiendo estudiado zoología y español. Fue en Miami donde comenzó su interés por el fotoperiodismo. Trabajó como editor de imágenes y fotógrafo del periódico universitario.

## Carrera
Su carrera como fotoperiodista comenzó cuando tomó fotografías de un incendio en un hotel en Tucson, Arizona, mientras estudiaba arqueología en la cercana Universidad de Arizona. Sus fotos incluyeron a uno de los huéspedes del hotel que hizo repetidos intentos para regresar por su maleta en el edificio en llamas. Esa foto resultó ser de interés periodístico cuando el fotografiado resultó ser el famoso ladrón de bancos John Dillinger con la maleta que contenía el resultado de un robo a un banco en el que había disparado a un oficial de policía. Desafortunadamente, después de que la película fue entregada al Tucson Citizen, se perdió para siempre, y las fotos nunca se imprimieron.
Después de la universidad, Duncan comenzó como freelance, vendiendo su trabajo a revistas como The Kansas City Star, Life y National Geographic.
Después del ataque a Pearl Harbor, Duncan se unió a la Infantería de marina, en donde ganó una comisión de oficiales y se convirtió en un fotógrafo de combate. Después de breves publicaciones en California y Hawái, fue enviado al Pacífico Sur en misión cuando los Estados Unidos entraron en la Segunda Guerra Mundial. Como segundo teniente, inicialmente sirvió en el 23.er Regimiento de Marines y luego se le asignó la tarea de fotografiar las operaciones del Comando de Transporte Aéreo de Combate del Pacífico Sur. Aunque los fotógrafos de combate suelen estar cerca de la acción, rara vez luchan. Sin embargo, en un breve compromiso en la isla de Bougainville, Duncan tuvo que luchar contra los japoneses. Duncan también cubrió la Batalla de Okinawa, y estuvo a bordo del USS Missouri para la rendición japonesa.

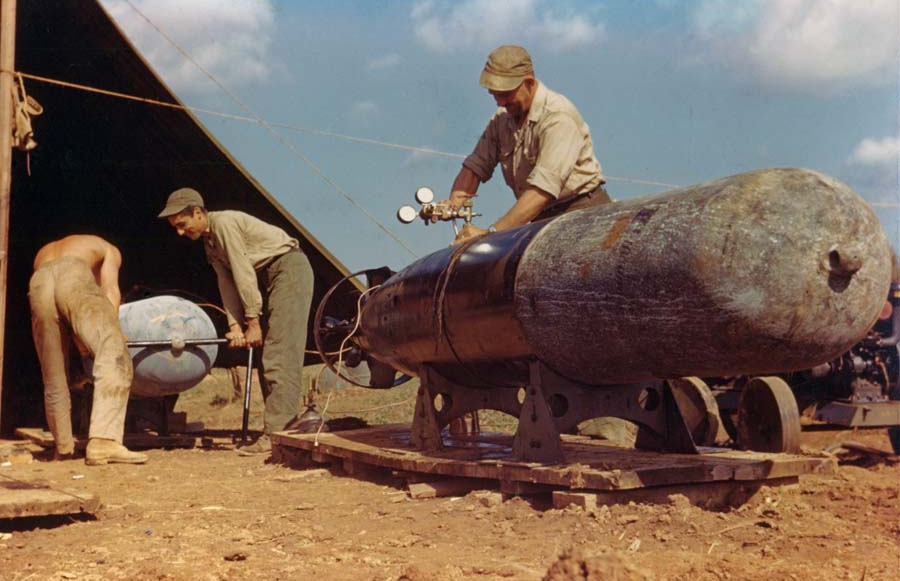
Torpedos Mark XIII recibiendo mantenimiento de tripulantes terrestres de la Unidad Aérea Marina en la Batalla de Okinawa. Foto tomada por Duncan en 1945.

Las fotografías de Duncan en tiempos de guerra fueron tan impresionantes que, después de la guerra, Life lo contrató para unirse a su personal a solicitud de J. R. Eyerman, fotógrafo principal de Life. Durante su tiempo con Life, Duncan cubrió muchos eventos, incluido el final del Raj británico en la India y conflictos en Turquía, Europa Oriental, África y Oriente Medio.
Tal vez sus fotografías más famosas fueron tomadas durante la guerra de Corea. Compiló muchos de estos en un libro, This Is War! (1951), y las ganancias se destinaron a viudas e hijos de infantes de marina que habían muerto en el conflicto. Duncan es considerado el fotógrafo de combate más destacado de la guerra de Corea.
Fuera de la Guerra de Vietnam, Duncan eventualmente compiló dos libros adicionales, Proteste! (1968) y War Without Heroes (1970). Aquí, Duncan abandonó la imparcialidad y desafió el manejo de la guerra por parte del gobierno estadounidense.
Además de sus fotografías de combate, Duncan también es conocido por sus fotografías de Pablo Picasso, a quien había sido presentado por su compañero fotógrafo Robert Capa. Publicó siete libros de fotografías de Picasso en total. Duncan se hizo amigo íntimo de Picasso y fue la única persona autorizada a fotografiar muchas de las pinturas privadas de Picasso. Duncan vivió en Castellaras, Francia, cerca de Mougins, donde Picasso pasó los últimos 12 años de su vida.
Duncan ayudó mucho a Nippon Kogaku (ahora Nikon) durante sus primeros años, y en 1965 fue presentado con la Nikon F 200000, construida en reconocimiento por el uso y popularización de su cámara.
En 1966 publicó Yankee Nomad, una autobiografía visual que recolectó fotografías representativas de toda su carrera. En 2003, esto fue revisado y publicado bajo el título de Photo Nomad.
Duncan fotografió las Convenciones Nacionales Republicanas de 1968, y publicó fotografías de esas convenciones en un coffee table book (libro de mesa auxiliar) titulado Self-Portrait: U.S.A.. en 1969.
Duncan viajó extensamente por el Oriente Medio, habiendo estado destinado ahí diez años después de la Segunda Guerra Mundial por la revista Life. Más tarde publicó The World of Allah en 1982.
Él cumplió 100 años en enero de 2016. El 27 de junio de 2017, a sus 101 años, Nikon le realizó una entrevista en celebración del 100° aniversario de la empresa y, casi un año después, el 7 de junio de 2018, a sus 102 años, murió en un hospital de la localidad de Grasse en Francia, a causa de una neumopatía.

## Libros
- This Is War! (¡Esto es guerra!), (1951).
- The Private World of Pablo Picasso (El mundo privado de Pablo Picasso), (1958).
- The Kremlin (El Kremlin), (1960).
- Picasso's Picassos  (Los Picassos de Picasso), (1961).
- Yankee Nomad (1966).
- I Protest! (¡Protesto!), (1968).
- Self-Portrait: USA (Autorretrato: EE. UU.), (1969).
- War Without Heroes (Guerra sin héroes), (1970).
- Prismatics (Prismáticos), (1972).
- David Douglas Duncan (1972).
- Goodbye Picasso (Adiós Picasso), (1974).
- The Silent Studio (El estudio silencioso), (1976).
- Magic Worlds of Fantasy (Mundos Mágicos de la Fantasía), (1978).
- The Fragile Miracle of Martin Gray (El frágil milagro de Martín Gray), (1979).
- Viva Picasso (1980).
- The World of Allah (El mundo de Allah), (1982).
- New York/New York (Nueva York/Nueva York), (1984).
- Sunflowers for Van Gogh (Girasoles para Van Gogh), (1986).
- Picasso and Jacqueline (Picasso y Jacqueline), (1988).
- A Secret Garden (Un jardín secreto), (1992).
- Thor (1993).
- Picasso Paints a Portrait (Picasso pinta un retrato), (1996).
- Yo-Yo (1999).
- Faceless (Sin rostro), (2001).
- Photo Nomad (2003).
- Picasso & Lump (2006).